# Jerzy Jarosz (leśnik)
Jerzy Jarosz (leśnik) (ur. 24 kwietnia 1843 w Kostarowcach, zm. 1916 w Nowym Sączu) – polski leśniczy
Leśniczy m.in. u Stadnickich w Nawojowej, od 1883 w Nowym Sączu jako zarządca lasów miejskich. Około 1885 z urzędowego nakazu objął nadzór fachowy nad zdewastowanymi lasami tatrzańskimi w dobrach zakopiańskich Magnusa Peltza i opracował wtedy w celu ratowania tych lasów dwa operaty: Operat urządzenia lasów Państwa Zakopiańskiego na 10 letni okres od 1885-1895 oraz Operat systemizacji lasów Państwa Zakopiańskiego na rok 1896 (oba znajdują się w Dyrekcji TPN  w Zakopanem).
W 1912 opublikował Sensacyjny pamiętnik starego łowczego i leśnika, w którym obok własnych wspomnień myśliwskich,umieścił swój wywód historii świata, zwalczający teorię ewolucji Darwina oraz zaprezentował poglądy antysemickie i antymasońskie. Jako dodatek do tego pamiętnika wydał oddzielną książkę Pogrom darwinizmu i nowa idea budowy świata, w której wyjaśniał swoje poglądy na budowę i historię powstania świata.
Był także autorem broszur publicystycznych o gospodarce leśnej w lasach miejskich Nowego Sącza.